# 前469年
| 千纪： | 前1千纪 |
| 世纪： | 前6世纪 \| 前5世纪 \| 前4世纪 |
| 年代： | 前490年代 \| 前480年代 \| 前470年代 \| 前460年代 \| 前450年代 \| 前440年代 \| 前430年代                                                                                               |
| 年份： | 前474年 \| 前473年 \| 前472年 \| 前471年 \| 前470年 \| 前469年 \| 前468年 \| 前467年 \| 前466年 \| 前465年 \| 前464年                                                                 |
| 纪年： | 周元王七年 魯哀公二十六年 齐平公十二年 晉出公六年 赵襄子七年 秦厉共公八年 楚惠王二十年 宋景公四十八年 卫悼公元年 蔡声侯三年 郑声公三十二年 燕孝公二十四年 越王勾践二十八年 杞哀公二年 |

## 大事記
- 越國、宋國、魯國聯軍強送衛出公返國，衛軍屢敗，衛出公不敢入。衛國遂立公子黔，是為衛悼公。
- 宋景公欒卒，無子，族孫啟嗣位，諸大夫驅逐，宋公啟奔楚國，其兄得嗣位，是為宋昭公。
- 周元王仁卒，子周貞定王介嗣位。

## 出生
- 蘇格拉底，古希臘哲學家。

## 逝世
- 周元王
- 宋景公